# Atemptat d'Istanbul del 19 de març de 2016
L'atemptat d'Istanbul del 19 de març de 2016 es refereix a un atemptat suïcida que va tenir lloc el 19 de març de 2016 en el districte de Beyoğlu d'Istanbul, davant de les oficines del governador del districte. L'atac va tenir lloc a les 10.55 EET en la cruïlla del carrer Balo amb l'avinguda d'İstiklal, un carrer comercial cèntric, amb el resultat de cinc morts, inclòs l'atacant. 36 persones en resultaren ferides, incloent-hi 7 de gravetat. Entre els ferits hi havia 12 turistes estrangers. Entre els morts hi havia dues persones amb doble nacionalitat israeliana-estatunidenca.

## Rerefons
L'atac fou el quart atac suïcida amb bomba a Turquia en 2016, i va tenir lloc sis dies després d'un altre atac suïcida a Ankara que va fer 37 morts. L'ambaixada dels Estats Units a Ankara va publicar un avís per terrorisme als seus ciutadans el dia abans de l'atac per Istanbul, Ankara, İzmir i Adana. L'ambaixada d'Alemanya també va emetre un avís per terrorisme als seus ciutadans tres dies abans de l'atac. El Primer Ministre Ahmet Davutoğlu va declarar que els avisos eren "normals". Alemanya també va tancar el seu consolat en l'avinguda el dijous i el divendres anterior com a mesura de seguretat.
Segons la cadena BBC, els residents d'Istanbul estaven alerta abans de l'atac, a causa de la recent explosió a Ankara, i no es fiaven de sortir. Després de l'atac, segons el diari Cumhuriyet, el govern turc va rebre fortes crítiques en les xarxes socials per deficiències en la seguretat.

## Atemptat
L'atac amb bomba va tenir lloc a l'avinguda d'İstiklal, una zona comercial popular amb turistes i considerada l'avinguda més concorreguda de Turquia. Tot i això, l'atac es va produir a una hora en què l'avinguda estava relativament tranquil·la. El lloc de la detonació fou a uns pocs centenars de metres de distància d'un lloc on acostumen a aparcar els autobusos de la policia. Segons un testimoni, l'atacant va detonar la bomba mentre passava al costat d'un grup de turistes. Centenars de persones van fugir de l'indret de l'atac després de l'explosió. A causa de l'atac, el lloc es va emplenar de metralla. Després de l'atac, es va tancar l'avinguda al públic. Segons un reporter de la cadena CNN Türk, l'atacant suïcida estava de camí al seu objectiu real quan la bomba va detonar davant d'un restaurant. Segons declaracions d'un oficial turc citades per Reuters, l'atacant fou "dissuadit" per la policia del seu objectiu real, i va fer esclatar la bomba "per por". Les investigacions inicials apunten a autors kurds.

### Víctimes
Segons el diari Hürriyet, tres de les víctimes mortals eren israelianes i una era iraniana. Una de les víctimes mortals era un nen. Dos dels turistes ferits també eren nens.
| Nacionalitat         | Morts | Ferits | Total | Referències         |
| Israel / USA         | 2     | 0      | 2     | [ 14 ]              |
| Israel               | 1     | 6      | 7     | [ 1 ] [ 13 ] [ 14 ] |
| Iran                 | 1     | 1      | 2     | [ 1 ] [ 13 ]        |
| Turkey               | 0     | 24     | 24    | [ 13 ]              |
| Irlanda              | 0     | 2      | 1     | [ 13 ]              |
| Alemanya             | 0     | 1      | 1     | [ 13 ]              |
| Irlanda              | 0     | 2      | 1     | [ 13 ]              |
| Islàndia             | 0     | 1      | 1     | [ 15 ]              |
| United Arab Emirates | 0     | 1      | 1     | [ 13 ]              |
| Total                | 4     | 36     | 40    |                     |

Les autoritats israelianes van identificar les tres víctimes israelianes: Yonatan Suher de Tel-Aviv (40 anys), Simcha Dimri de Dimona (60 anys) i Avraham Goldman de Ramat Hasharon (69 anys).

### Autor de l'atemptat
Tot i que les autoritats van afanyar-se a culpar el Partit dels Treballadors del Kurdistan (PKK), les autoritats turques van canviar d'opinió quan la investigació estava avançada, i llavors se sospita que l'autor pot ser Estat Islàmic. Segons el diari Milliyet, les autoritats turques no van descartar Estat Islàmic com a possible autor des del principi. En declaracions al diari, el fet que l'atac succeís prop d'un grup de turistes va suggerir una implicació d'Estat Islàmic. L'organització Koma Komalên Kurdistan (Confederalisme al Kurdistan) va declarar que s'oposava als atacs contra civils i que condemnava els atacs.
L'endemà, les autoritats turques van anunciar que les proves d'ADN havien identificat Mehmet Öztürk com a autor de l'atac suïcida a Istanbul. Nascut el 1992 a la província de Gaziantep, i presumptament reclutat per Estat Islàmic, fou un dels dos sospitosos turcs que les autoritats estaven investigant. El dia abans, el diari Sabah mencionava Özturk i Savaş Yıldız, militant d'Estat Islàmic de 33 anys originari d'Adana, com els possibles autors dels atemptats a Ankara l'octubre de 2015 que van fer més de 100 morts. Al vespre, les autoritats van detenir els pares de Yıldız.

## Reaccions

### A Turquia
- Després de l'atac, el Primer Ministre Davutoğlu va encapçalar una reunió al Palau de Dolmabahçe per "avaluar" l'atac.[24]
- L'organisme RTÜK, el consell turc que regula les ràdios i els canals de televisió, va prohibir emetre imatges de l'escena de l'atac.[25]
- Koma Civakên Kurdistan va anunciar que estan en contra dels atacs contra civils, i van condemnar aquest tipus d'atacs.[26]
- Selahattin Demirtaş, copresident del Partit Democràtic del Poble, d'ideologia prokurda, va condemnar l'atac, i va dir que "el govern potser està acostumat a aquests atacs, però nosaltres no".[27]
- Selin Sayek Böke, portaveu del principal partit de l'oposició, Partit Republicà del Poble, va dir "avui hem mort un altre cop" i "no ens acostumarem al terror, el terror no es normalitzarà".[28]
- Diverses persones turques van expressar la seva gratitud a Alemanya per haver alertat sobre l'atac, que podria haver salvat vides, i van reaccionar a la negativa de l'amenaça per part de les autoritats turques emprant l'etiqueta #DankeSchönDeutschland ("Moltes gràcies Alemanya" en alemany), que fou tendència a Turquia, a Twitter.[29]
- Vasip Şahin, governador d'Istanbul, va respondre que l'atac no estava relacionat amb l'alerta iniciada pel consolat alemany.[30]
- El Vice-Primer Ministre Numan Kurtulmuş, en unes declaracions criticades pel diari Cumhuriyet com "escandaloses", va dir que aquesta era "una prova que, gràcies a Déu, els nostres ciutadans estan desenvolupant molt bé".[31]
- L'oficial turca İrem Aktaş fou acomiadada després de piular que hagués desitjat que morissin els turistes israelians ferits en l'atac suïcida.[32][33]

### Reaccions internacionals
França: Jean-Marc Ayrault, Ministre d'Afers Exteriors de França, va condemnar l'atac, dient "Condemno enèrgicament aquest acte menyspreable i covard que ha causat la mort de diverses persones", i afegia que París estava en solidaritat amb Turquia.
 Grècia: El Ministeri d'Afers Exteriors de Grècia va condemnar l'atac, amb unes declaracions on deia "Grècia condemna inequívocament el terrorisme, sense importar la causa. Expressem la nostra solidaritat amb el poble turc i les profundes condolences del poble grec i del govern grec cap a les famílies de les víctimes".
 Iran: Mohammad Javad Zarif, Ministre d'Afers Exteriors de l'Iran, va condemnar l'atac i el va qualificar d'"inhumà".
 Pakistan: Pakistan va condemnar enèrgicament l'atac suïcida a Istanbul. Segons les declaracions del Ministeri d'Exteriors, "Pakistan condemna aquest acte terrorista en els seus termes més enèrgics, i reitera la seva condemna del terrorisme en totes les seves formes i manifestacions".
 Estats Units: Els Estats Units van condemnar l'atac terrorista mitjançant un comunicat llegit per John Kirby, portaveu del Departament d'Estat: "Els Estats Units condemnen enèrgicament l'atac terrorista d'avui a l'avinguda d'Istiklal d'Istanbul. Fem arribar el nostre condol a les famílies dels morts i la nostra esperança de què els ferits tinguin una recuperació ràpida".